# Acer undulatum
Acer undulatum là một loài phong, đặc hữu của Babadağ gần tỉnh Fethiye ở Muğla, tây nam Thổ Nhĩ Kỳ, có ở độ cao khoảng 1.400 và 1.800 mét.